# Рамунас Шишкаускас
Рамунас Шишкаускас (литв. Ramūnas Šiškauskas; Кајшјадорис, 10. септембар 1978) је бивши литвански кошаркаш, а садашњи кошаркашки тренер. Играо је на позицијама бека и крила.

## Каријера
Шишкаускас је каријеру започео у KK Сакалаи, а потом је играо у једном од највећих литванских клубова Лијетувос ритасу, где је постао вођа екипе. Шишкаускас их је одвео до два титуле првака 2000. и 2002. Након тога 2004. одлази у Италију где је две сезоне био члан Бенетона. Крајем 2006. године потписује двогодишњи уговор са грчким Панатинаикосом, с којим је освојио троструку круну, Евролигу 2006/07, првенство Грчке и куп. Године 2007. Шишкаукас постаје члан руског ЦСКА из Москве. Са ЦСКА је освојио Евролигу 2007/08. чиме је двапут заредом освојио најпрестижније европско кошаркашко клупско такмичење. Те године је освојио и руско првенство, а крајем сезоне је проглашен за најкориснијег играча Евролиге.

## Успеси

### Клупски
- Лијетувос ритас:
  - Првенство Литваније (2): 1999/00, 2001/02.
  - Северноевропска лига (1): 2001/02.

- Бенетон Тревизо:
  - Првенство Италије (1): 2005/06.
  - Куп Италије (1): 2005.

- Панатинаикос:
  - Евролига (1): 2006/07.
  - Првенство Грчке (1): 2006/07.
  - Куп Грчке (1): 2007.

- ЦСКА Москва:
  - Евролига (1): 2007/08.
  - Првенство Русије (5): 2007/08, 2008/09, 2009/10, 2010/11, 2011/12
  - ВТБ јунајтед лига (3): 2008, 2009/10, 2011/12.
  - Куп Русије (1): 2010.

### Појединачни
- Најкориснији играч Евролиге (1): 2007/08.
- Идеални тим Евролиге - прва постава (1): 2007/08.
- Идеални тим Евролиге - друга постава (3): 2006/07, 2008/09, 2009/10.
- Идеални тим Евролиге - деценија 2001–2010
- Најкориснији играч финала ВТБ јунајтед лиге (1): 2008.
- Најкориснији играч финала Првенства Италије (1): 2006.
- Најкориснији играч Првенства Литваније (1): 2000/01.
- Учесник Ол-стар утакмице Првенства Литваније (4): 2001, 2002, 2003, 2004.
- Учесник Ол-стар утакмице Првенства Италије (1): 2005.
- Учесник Ол-стар утакмице Првенства Грчке (1): 2007.
- Учесник Ол-стар утакмице Првенства Русије (1): 2011.
- Најбоља петорка Европског првенства у кошарци (1): 2007.

### Репрезентативни
- Летње олимпијске игре:  2000.
- Европско првенство:  2003.
- Европско првенство:  2007.